# 杰奎琳·比塞特
威妮弗蕾德·杰奎琳·福来德·比塞特（英語：Winifred Jacqueline Fraser Bisset，1944年9月13日—，通常称杰奎琳·比塞特）是英国的一位女演员。她1965年开始从事电影相关工作，曾荣获金球獎最佳新人奖提名。1970年代她参演《国际机场》（1970年）、《日以作夜》（1973年电影，荣获奥斯卡最佳國際影片獎）、《东方快车谋杀案》（1974年）、 《深深深》（1977年电影）和《色香味謀殺案》（1978年，该片为她赢得金球奖最佳喜剧女演员提名）。